# 水仙尊王
水仙尊王，簡稱水仙王，是中國海神、王爺千歲信仰之一，以貿易商人、船員、漁夫最為信奉。

## 名單

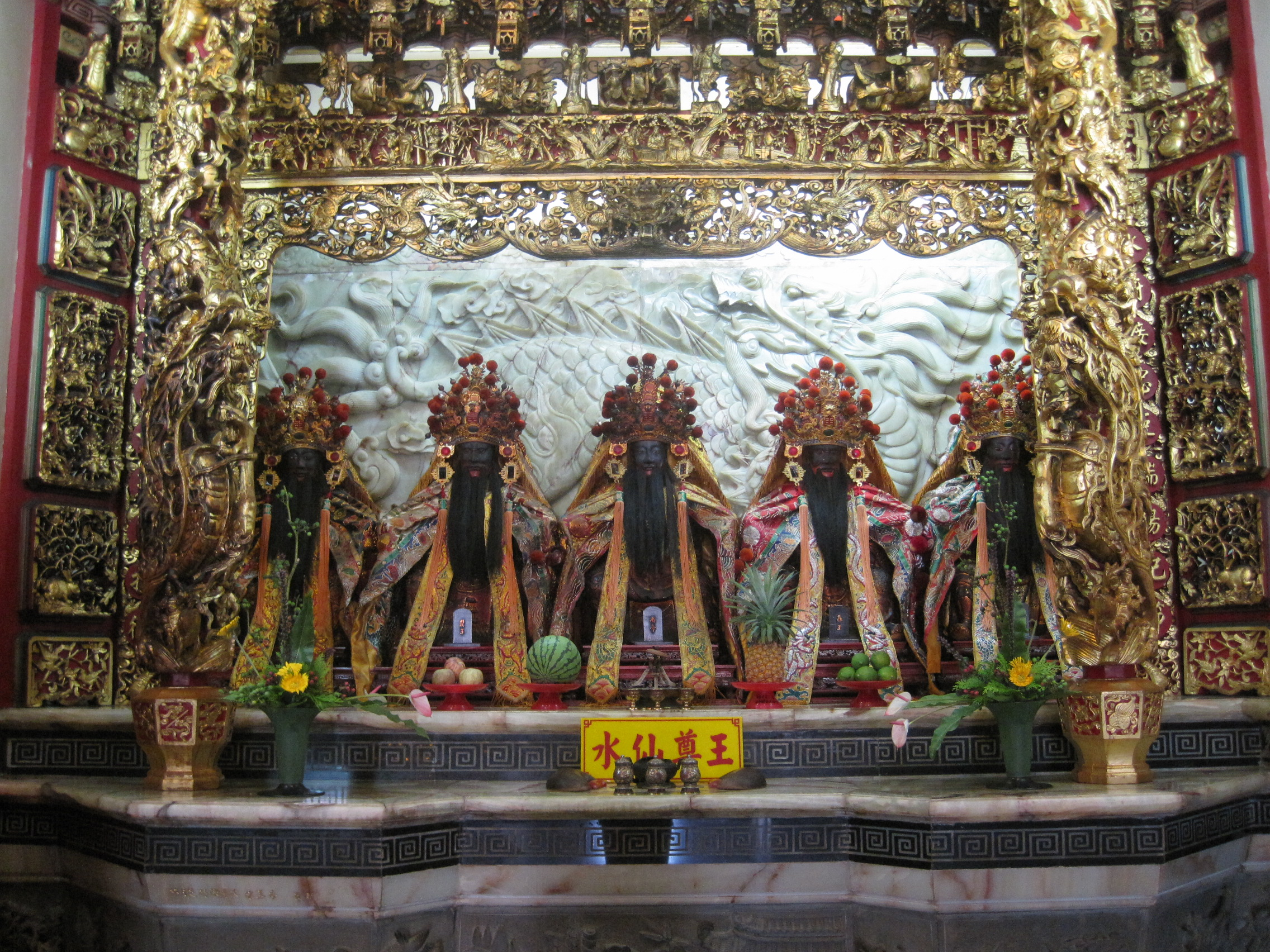
安平開臺天后宮水仙尊王神像

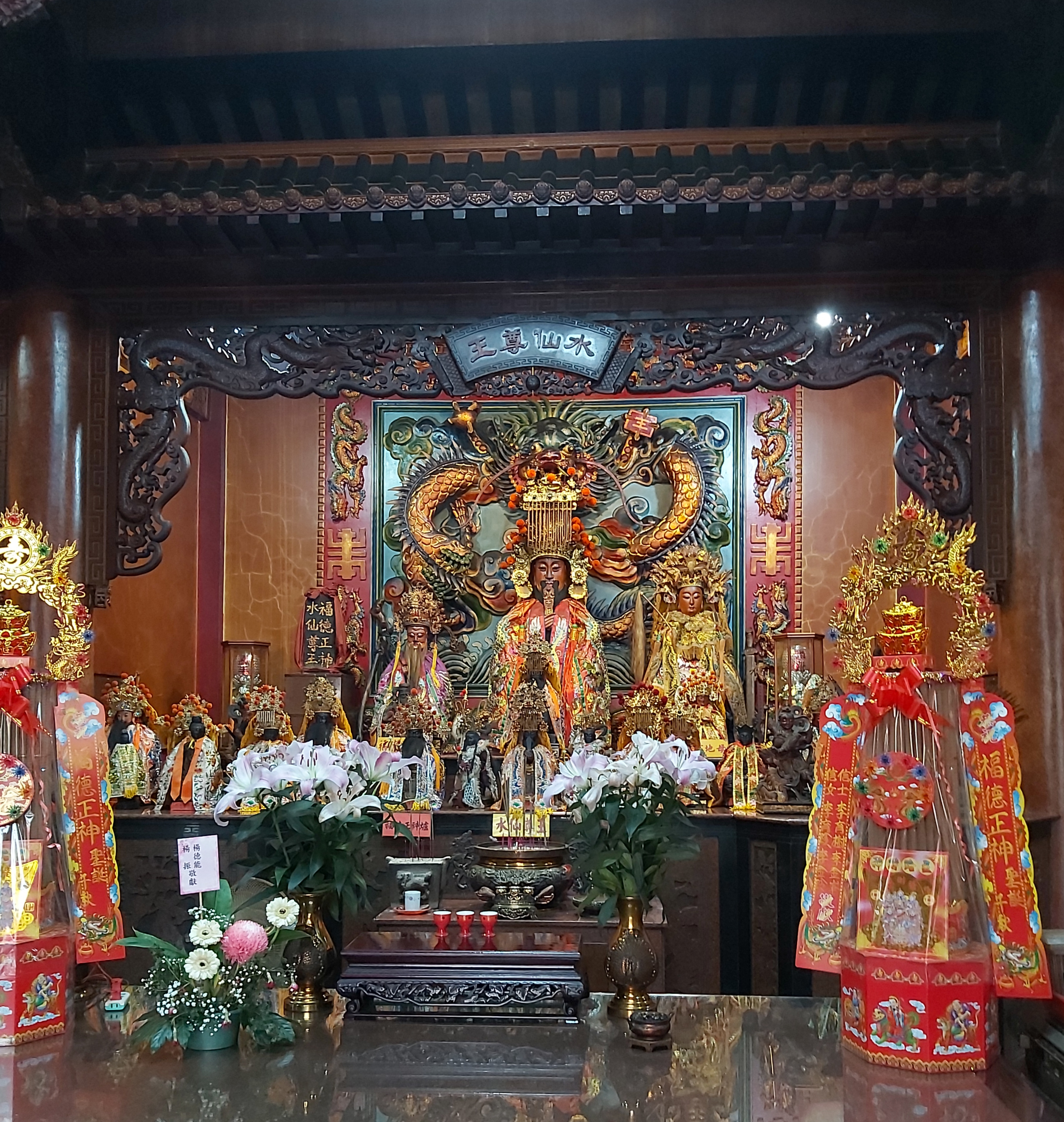
板橋江子翠溪頭水仙宮水仙尊王神像

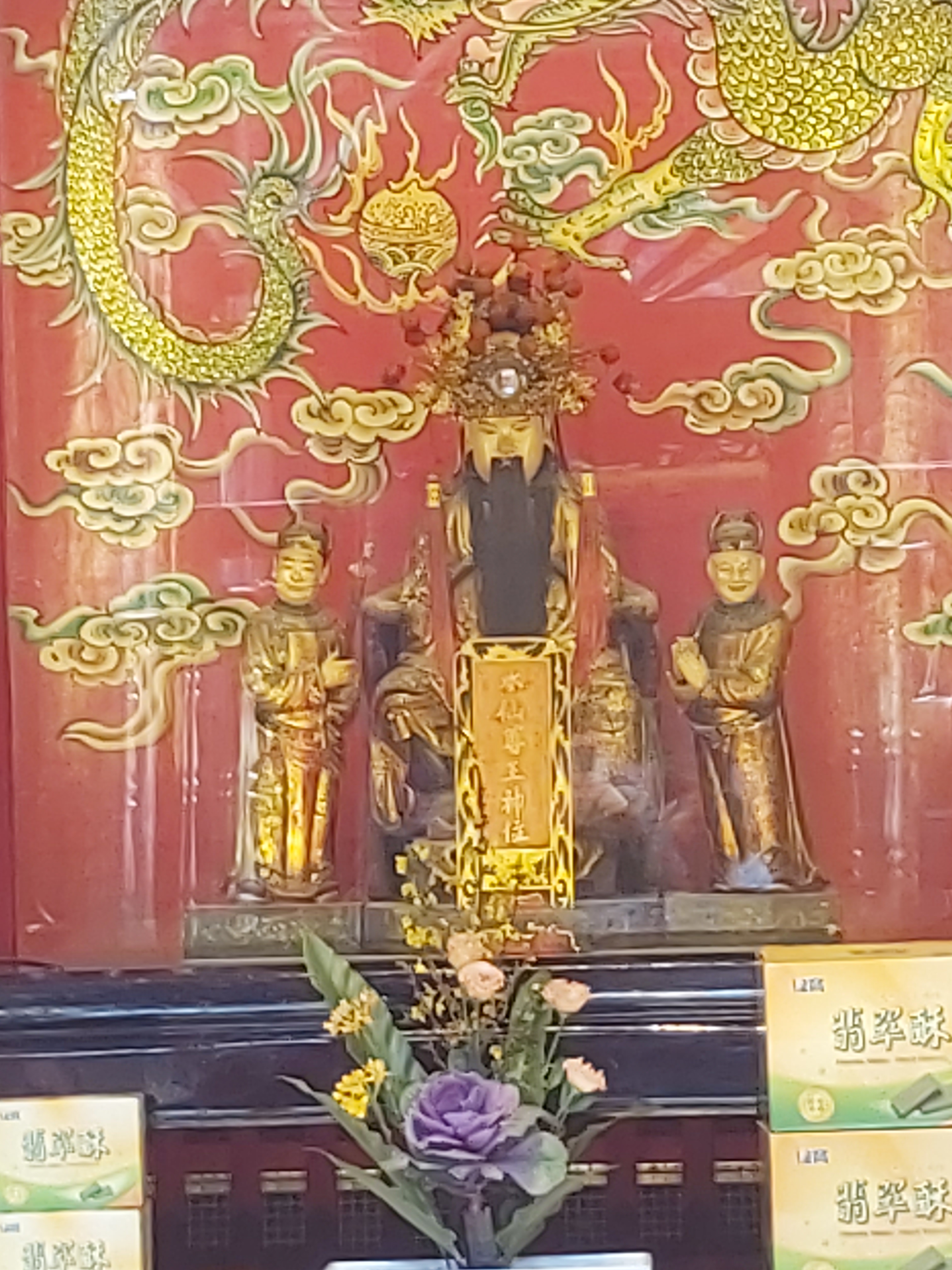
艋舺龍山寺後殿天上聖母殿供奉的水仙尊王神像暨神位

- 夏禹：古代賢君，三官大帝中的水官大帝，曾經治水。
- 伯益：夏禹助手，據說首先鑿井。
- 寒澆：夏朝時，寒浞之子，力大無窮，能陸地行舟。
- 魯班：魯國知名工匠，相傳善製船隻。
- 伍員：吳國忠臣，字子胥。被陷害而自盡，遺體被吳王夫差丟入河底。
- 屈原：楚國愛國詩人，曾任三閭大夫，不被楚懷王、楚襄王重用，國勢敗亡，自沉於江。
- 項羽：秦末起義軍領袖，號稱西楚霸王，與劉邦相爭失利，烏江邊自刎。
- 周瑜：東漢孫吳水師大都督，每逢水戰用兵如神，更在三國中期創下史無前例的水戰大捷赤壁之戰，但年僅35歲便逝世。
- 孫恩：東晉民變領袖，兵敗後投海自盡。被其信眾稱為水仙。
- 王勃：初唐四傑之一，《滕王閣序》作者，年少渡海溺死。
- 李白：唐朝大詩人，傳說其醉於水裏撈月，溺死。

如臺灣奉祀水仙尊王之名廟，嘉義縣新港水仙宮，奉祀大禹及上述之伍員、屈原、魯班、項羽，並以后羿、寒澆為侍神。全臺祀典大天后宮、臺郡三郊水仙宮的五水仙為「一帝二王二大夫」，為禹帝、奡王（寒澆）、楚王（項羽）、伍大夫（伍子胥）、三閭大夫（屈原）。

## 划水仙
划水仙，是早期船員一種向水仙王祈禱的方式，船在遇到大風大浪，困於水中時，船員們要眾口一起喊叫模仿鑼鼓聲，每人手拿羹匙和筷子死命地划，假裝划龍舟般，就可以得到水仙王的救助，順利靠岸。
郁永河《採硫日記》中曾描述其景：「划水仙者，眾口齊作鉦鼓聲，人各挾一匕箸，虛作棹船勢，如午日競渡狀。凡洋中危急，不得近岸則為之。」

## 奉祀廟宇

### 台灣

#### 主祀
- 基隆市仁愛區清甯宮
- 宜蘭縣員山鄉大湖水仙宮
- 臺北市北投區洲美屈原宮
- 臺北市士林區天母興安宮
- 新北市板橋區潮和宮
- 新竹市北區水仙宮
- 臺中市中區水仙宮
- 臺中市北屯區水仙宮
- 嘉義縣新港鄉笨港水仙宮
- 臺南市中西區臺郡三郊水仙宮
- 臺南市麻豆區炳翰機構水仙府
- 臺南市永康區鹽行禹帝宮
- 臺南市官田區日新代皇宮
- 臺南市學甲區清濟宮
- 臺南市南區灣裡慶安堂（萬年殿水仙尊王）
- 臺南市仁德區田厝水明殿
- 高雄市園林區力行新村平水廟[3]
- 屏東縣新園鄉進海宮[4]
- 屏東縣枋寮鄉玉泉新村平水廟[3]
- 屏東縣琉球鄉本福村水仙宮
- 屏東縣潮州鎮鳳尾平水禹王廟
- 屏東縣恆春鎮後壁湖鎮靈宮[5]
- 屏東縣新園鄉進海宮
- 屏東縣南州鄉南清宮悟心堂
- 臺東縣成功鎮水仙宮
- 澎湖縣馬公市台廈郊水仙宮
- 澎湖縣馬公市嵵裡水仙宮
- 澎湖縣白沙鄉大倉水仙宮
- 澎湖縣湖西鄉潭邊水仙宮
- 澎湖縣虎井嶼水仙宮
- 金門縣金城鎮南門境網寮禹帝宮

#### 同祀
- 臺北市萬華區艋舺龍山寺
- 臺北市萬華區台北東隆宮
- 臺北市松山區慈祐宮
- 新北市淡水區福佑宮
- 新北市金山區金包里慈護宮
- 新北市貢寮區卯澳利洋宮
- 宜蘭縣頭城鎮草嶺慶雲宮
- 宜蘭縣宜蘭市昭應宮
- 宜蘭縣蘇澳鎮南方澳南天宮
- 彰化縣鹿港鎮鹿港天后宮
- 雲林縣台西鄉五條港聚福宮[6]
- 嘉義市東區城隍廟
- 臺南市中西區大天后宮
- 臺南市安平區安平開臺天后宮[7]
- 臺南市安平區港仔尾社靈濟殿[7]
- 臺南市安南區正統鹿耳門聖母廟
- 臺南市安南區鹿耳門天后宮
- 高雄市鹽埕區三山國王廟
- 高雄市三民區玉皇宮
- 高雄市鼓山區哈瑪星代天宮
- 高雄市旗津區天后宮
- 高雄市林園區清水巖
- 屏東縣屏東市海豐三山國王廟
- 屏東縣林邊鄉蘆竹塭復興寺[8]
- 屏東縣林邊鄉放索安瀾宮[9]
- 屏東縣林邊鄉田厝福德宮[10]
- 屏東縣東港鎮東隆宮
- 屏東縣東港鎮安海街福安宮[11]
- 屏東縣東港鎮東福殿城隍廟
- 屏東縣東港鎮東南宮[12]
- 屏東縣枋寮鄉德興宮[13]
- 屏東縣枋寮鄉北勢寮隆山宮[14]
- 屏東縣佳冬鄉塭子代天宮[15]
- 屏東縣恆春鎮頂白砂萬應公廟[16]
- 屏東縣滿州鄉興海漁港福德宮
- 屏東縣琉球鄉小琉球三隆宮
- 屏東縣琉球鄉靈山寺[17]
- 金門縣金湖鎮新頭伍德宮